# Neferuptah
Neferuptah (stegip. „Piękno Ptaha”) – córka egipskiego faraona Amenemhata III z XII dynastii, siostra kobiety-faraona Sobekneferu.
|                   |   |     |     |     |
| \| \| \| \| \| \| |   |     |     |     |
|                   |   |     |     |     |
| p · t             | H | nfr | nfr | nfr |

| p · t | H | nfr | nfr | nfr |

|                   |   |     |     |     |
| \| \| \| \| \| \| |   |     |     |     |
|                   |   |     |     |     |
| p · t             | H | nfr | nfr | nfr |

| p · t | H | nfr | nfr | nfr |

|                   |   |     |     |     |
| \| \| \| \| \| \| |   |     |     |     |
|                   |   |     |     |     |
| p · t             | H | nfr | nfr | nfr |

| p · t | H | nfr | nfr | nfr |

|                   |   |     |     |     |
| \| \| \| \| \| \| |   |     |     |     |
|                   |   |     |     |     |
| p · t             | H | nfr | nfr | nfr |

| p · t | H | nfr | nfr | nfr |

Pod koniec życia księżniczka dostąpiła niezwykłego zaszczytu w postaci zapisywania jej imienia w królewskim kartuszu. Status jej musiał być wyjątkowy, chociaż nigdy nie otrzymała ona tytułu małżonki króla. Uważa się, że Amenemhat III wyznaczył ją na swoją następczynię na tronie Egiptu, zamierzenie to nie doszło jednak do skutku z powodu przedwczesnej śmierci Neferuptah. Mimo to na tronie egipskim wkrótce zasiadła kobieta – jej siostra Sobekneferu.
Neferuptah nosiła kilka tytułów, m.in. członkini elity, wielka berłem „hetes”, wielka honorem, umiłowana córka króla z jego ciała. Księżniczka znana jest z reliefu w świątyni w Medinet Maadi, posągu z Elefantyny, sfinksa jej ojca oraz ze wzmianki w papirusie z Kahun. 
Znane są dwa miejsca pochówku, które można przypisać Neferuptah. Najpewniej przygotowano dla niej miejsce w piramidzie Amenemhata III w Hawarze. W przedsionku komory grobowej króla znaleziono zestaw alabastrowych przedmiotów z wypisaniem imieniem księżniczki Neferuptah. Były tam m.in. ołtarz ofiarny i kilka naczyń w kształcie połówek pieczonych kaczek. W komorze grobowej umieszczono duży kwarcytowy sarkofag króla, a obok niego drugi, mniejszy, przeznaczony dla królewskiej córki Neferuptah. W obu sarkofagach znajdowały się kwarcytowe skrzynie na urny kanopskie. Późniejsze ustalenia wykazały, iż księżniczka pochowana została gdzie indziej. W 1956 r. Nagib Farag i Zaki Iskander rozpoczęli badania w miejscu położonym około 2 kilometry od piramidy w Hawara, gdzie odkryli komorę 5-metrowej długości. Grób okazał się nietknięty: wewnątrz znajdował się sarkofag z czerwonego granitu, na którym wśród inskrypcji odczytano imię Neferuptah. W grobowcu odkryto przedmioty z jej imieniem, wśród których wyróżniały się srebrne wazy oraz stół ofiarny z szarego granitu. Wypełniony wodą sarkofag ukazał po jej usunięciu warstwę osadu, w której stwierdzono resztki drewna pochodzące z dwóch wewnętrznych trumien, a także lniane bandaże z pozostałościami tkanek. Na złotej folii dekorującej jedną z trumien znajdowały się inskrypcje identyczne, jakie znaleziono na sarkofagu królowej Hatszepsut. Znaleziono też znaczną ilość biżuterii i kilka złotych płytek.
Podejmowano różne próby wyjaśnienia dwóch miejsc pochówku księżniczki. Według jednych badaczy, Neferuptah zmarła w trakcie panowania jej ojca i pochowano ją w jego piramidzie, gdyż nie przygotowano jeszcze oddzielnego miejsca pochówku. Kiedy było ono gotowe, jej ciało przeniesiono do nowego grobowca. Inni badacze uważają, iż miejsce pochówku Neferuptah przewidziano w piramidzie ojca, jednak zmarł on wcześniej i grób jego został zamknięty. Uznano, że nie będą podejmowane skomplikowane czynności związane z ponownym otwarciem komory grobowej.